# Capasa viridimacularia
Capasa viridimacularia là một loài bướm đêm trong họ Geometridae.